# Liopasa crepera
Liopasa crepera is een keversoort uit de familie loopkevers (Carabidae). De wetenschappelijke naam van de soort is voor het eerst geldig gepubliceerd in 1902 door Tschitscherine, 190.